# Phlegra loripes
Phlegra loripes là một loài nhện trong họ Salticidae.
Loài này thuộc chi Phlegra. Phlegra loripes được Eugène Simon miêu tả năm 1876.